# Biophytum molle
Biophytum molle är en harsyreväxtart som först beskrevs av Scott Elliott, och fick sitt nu gällande namn av André Guillaumin. Biophytum molle ingår i släktet Biophytum och familjen harsyreväxter. Inga underarter finns listade i Catalogue of Life.